# C.C.Catch
C.C.Catch, artiestennaam van Caroline Catherine Müller (Oss, 31 juli 1964) is een Nederlands-Duitse dance- en discozangeres.

## Introductie
Müller is een zangeres die grote internationale bekendheid heeft gekregen door de producer van Modern Talking: Dieter Bohlen. Gebrek aan promotie heeft ertoe geleid dat zij in Nederland, buiten een kleine groep Modern Talking-liefhebbers, relatief onbekend is gebleven. Ze zingt muziek die vergelijkbaar is met de muziek van Modern Talking.
De italodiscobeat is in haar nummers ietwat strakker geproduceerd en de nummers zijn iets meer gericht op zuiver dansen dan op romantiek, hoewel er ook romantische nummers op haar lijstje staan.

## Carrière
Müller is van oorsprong een Nederlandse en in 1979 verhuisde ze van Geffen naar Bünde te Duitsland. Ze deed mee aan een talentenjacht en haar vader probeerde zijn dochter onder de hoede van Dieter Bohlen te brengen, wat uiteindelijk lukte.
Haar eerste hit was "I can lose my heart tonight", oorspronkelijk gemaakt voor Modern Talking. Het nummer was niet goed genoeg voor Modern Talking, en daarom werd de stem van Thomas Anders vervangen door die van Müller; de overige (hoge) stemmen bleven hetzelfde. Het nummer scoorde niet alleen redelijk in de Duitse hitparade, maar ook internationaal.
Bijna alle nummers die gemaakt zijn voor Modern Talking en niet zijn gekozen voor hun albums waren voor Müller. Hierbij kan worden opgemerkt dat de liedjes van C.C.Catch eigenlijk Modern Talking is, met als verschil dat de hoofdstem (Thomas Anders) vervangen is door die van Müller en de songteksten aangepast zijn, aangezien er hier een vrouw zingt.

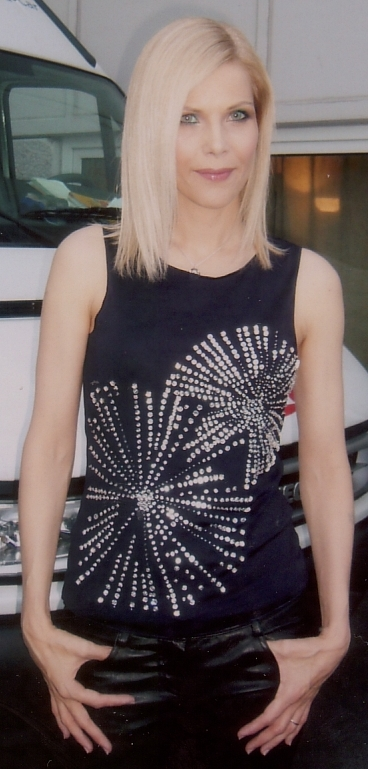
Müller (2006)

Haar populariteit haalde het echter niet bij die van Modern Talking, desondanks behaalde ze aardige noteringen in de internationale hitparades en ook Müller heeft - evenals Modern Talking - nummer 1-noteringen weten te bereiken, terwijl dit eigenlijk geschrapte nummers van Modern Talking zijn.
De hits gingen, zoals gewend van Dieter Bohlen, als warme broodjes over de toonbank en zo kreeg C.C.Catch het voor elkaar dat ze door een aantal media en fans werd benoemd als 'discoqueen'.
Müller was niet de enige die zong in haar liedjes, ook mede-Modern Talkingzanger Rolf Köhler zong mee in de songs. Köhler zong grotendeels als achtergrondzanger en ondersteunende stem in de refreinen, maar hij zong ook weleens duetten met Müller, zoals in het lied Little by Little, en hij zegt en vraagt ook weleens iets tegen haar in de songs (waarop zij dan antwoord geeft) zoals in Backseat of Your Cadillac. In de nummers van C.C.Catch had hij over het algemeen een zware stem, maar hij zong in veel liedjes ook weleens heel hoog, waardoor er wel een grote link is met Modern Talking.
C.C.Catch treedt/trad in verschillende landen binnen en buiten Europa op en het valt nogal op dat ze zeer geliefd is in het zuiden en oosten van Europa, in Rusland en in Zuid-Amerika.
De samenwerking tussen Bohlens team en Müller eindigde, omdat ze de muziekstijl van haar songs wilde veranderen in andere dansmuziek. Bohlen weigerde dat, omdat dat niet goed was voor zijn productieteam en hij alleen disco wilde produceren. Het contact met Bohlen en zijn team verbrak ze en haar volgende album werd geproduceerd door Britse producers. Haar verdere succes daalde, omdat ze kennelijk toch de steun van Bohlen nodig had.
Na een tijdje stil te zijn geweest, kwamen er in de jaren 90 remixen van de oude hits. Daarna is ze in zee gegaan met andere producers.
C.C.Catch kondigde op haar website aan in 2012 te zullen stoppen met het maken van muziek. C.C. Catch trad eind jaren tien en jaren twintig evenwel op, vooral in Oost-Europa.

## Discografie

### Albums
- 1986 - Catch the Catch

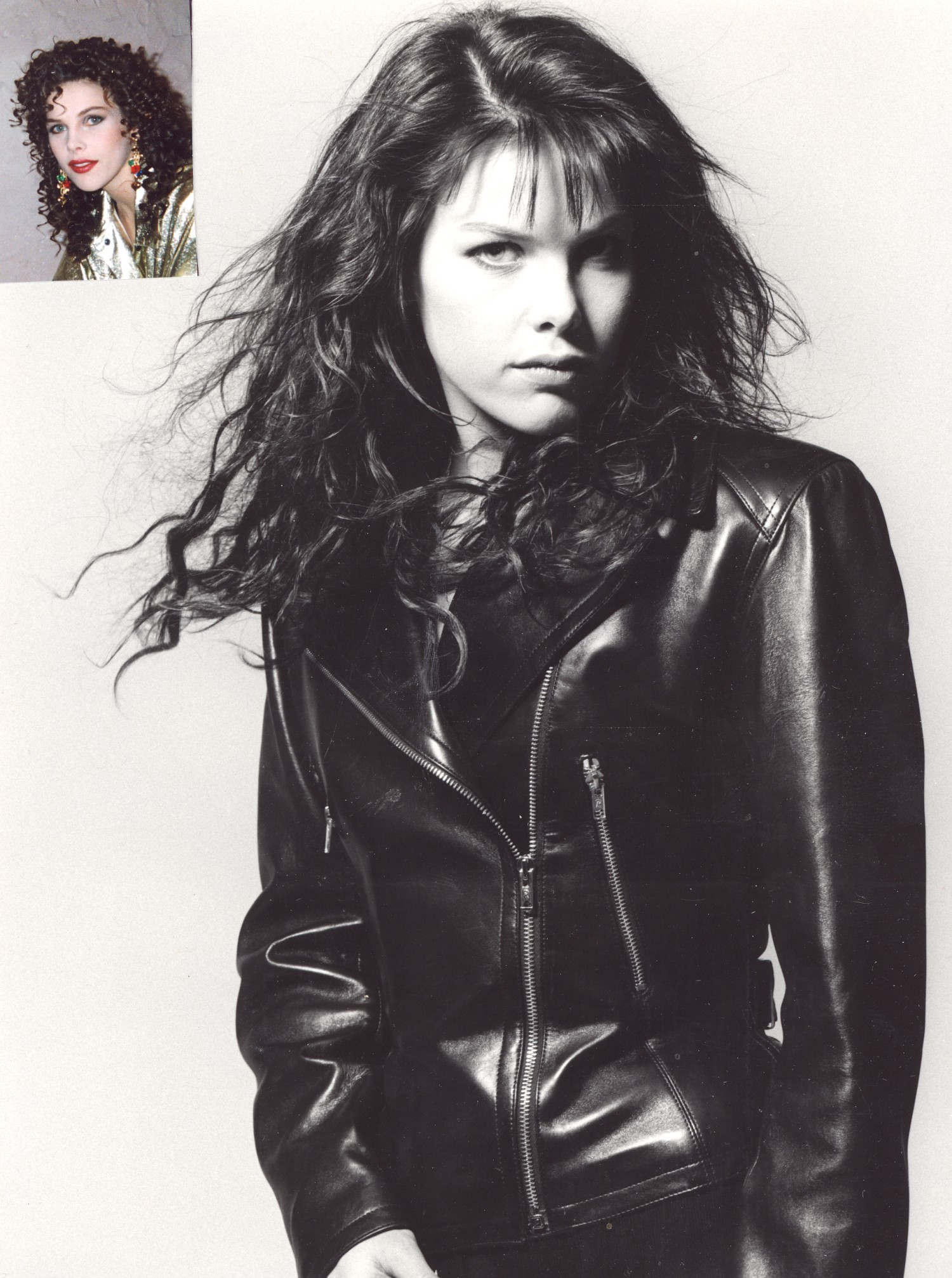
C.C.Catch in de jaren tachtig

- 1986 - Welcome to the Heartbreak Hotel
- 1987 - Like a Hurricane
- 1988 - Big Fun
- 1988 - Diamonds
- 1989 - Hear What I Say

### Singles
- 1985 - I Can Lose My Heart Tonight
- 1985 - 'Cause You Are Young
- 1985 - Strangers By Night
- 1986 - Heartbreak Hotel
- 1986 - Heaven and Hell
- 1987 - Are You Man Enough
- 1987 - Soul Survivor
- 1988 - Backseat of Your Cadillac
- 1988 - Nothing But a Heartache
- 1988 - Summer Kisses
- 1988 - House of Mystic Lights
- 1989 - Baby I Need Your Love
- 1989 - Good Guys Only Win in Movies
- 1989 - Big Time
- 1989 - Midnight Hour
- 1990 - The 7-Inch Decade Remix (alleen in Spanje)
- 1998 - C.C.Catch Megamix '98
- 1998 - Soul Survivor '98 (alleen in Spanje)
- 1998 - I Can Lose My Heart Tonight '98
- 2003 - Shake Your Head
- 2004 - Silence
- 2010 - Unborn Love

- Biblioteca Nacional de España: XX1327866
- Bibliothèque nationale de France: cb13994270p (data)
- Gemeinsame Normdatei: 134633733
- International Standard Name Identifier: 0000 0003 6766 2116
- MusicBrainz: 4434b7dd-0bc6-4d01-952a-f60a60e464d0
- Nationale Bibliotheek van Tsjechië: xx0028459
- Virtual International Authority File: 233330419
- WorldCat: E39PBJdGRwXyMQwbMHgjj6mWXd